# 若翰洗者 (卡拉瓦乔)
意大利 巴洛克 艺术家 卡拉瓦乔 (1571–1610)至少有八幅画作以若翰洗者（施洗约翰）为主题：

## 托莱多
这一幅《若翰洗者》现藏于西班牙托莱多的 Museo Tesoro Catedralicio。

## 堪萨斯城
1604年，卡拉瓦乔受教宗的银行家和艺术赞助人奥塔维奥·科斯塔（Ottavio Costa）委托，画一幅“若翰洗者”，科斯塔已经拥有了艺术家的《朱迪斯砍下赫罗弗尼斯的头颅》（Judith beheading Holofernes）和《马大与抹大拉的玛利亚》（Martha and Mary Magdalene）。科斯塔原本打算把这幅画，作为他的封地康森特（Conscente）一个小堂的祭坛画（位于意大利里维埃拉的阿尔本加附近的一个村庄），但他太喜欢这幅画了，于是把一份复制品送到那个小堂，而将原件保存在自己的收藏中。它现在在密苏里州堪萨斯城的纳尔逊-阿特金斯艺术博物馆（Nelson-Atkins Museum of Art）。
这幅画明暗对比强烈，强调人物向前倾斜的感觉，想要离开了背景的阴影，进入更明亮的空间。几乎每一位评论员都注意到若翰洗者的忧郁。卡拉瓦乔似乎在这幅画中充满了若翰洗者的悲剧色彩，可能体现艺术家自己内心深处的情绪。若翰洗者表情严肃，也符合这幅画作为善会聚会场所的用途。这个善会的使命是照顾病人和垂死的人，埋葬瘟疫受害者的尸体。

## 罗马国立古代艺术美术馆

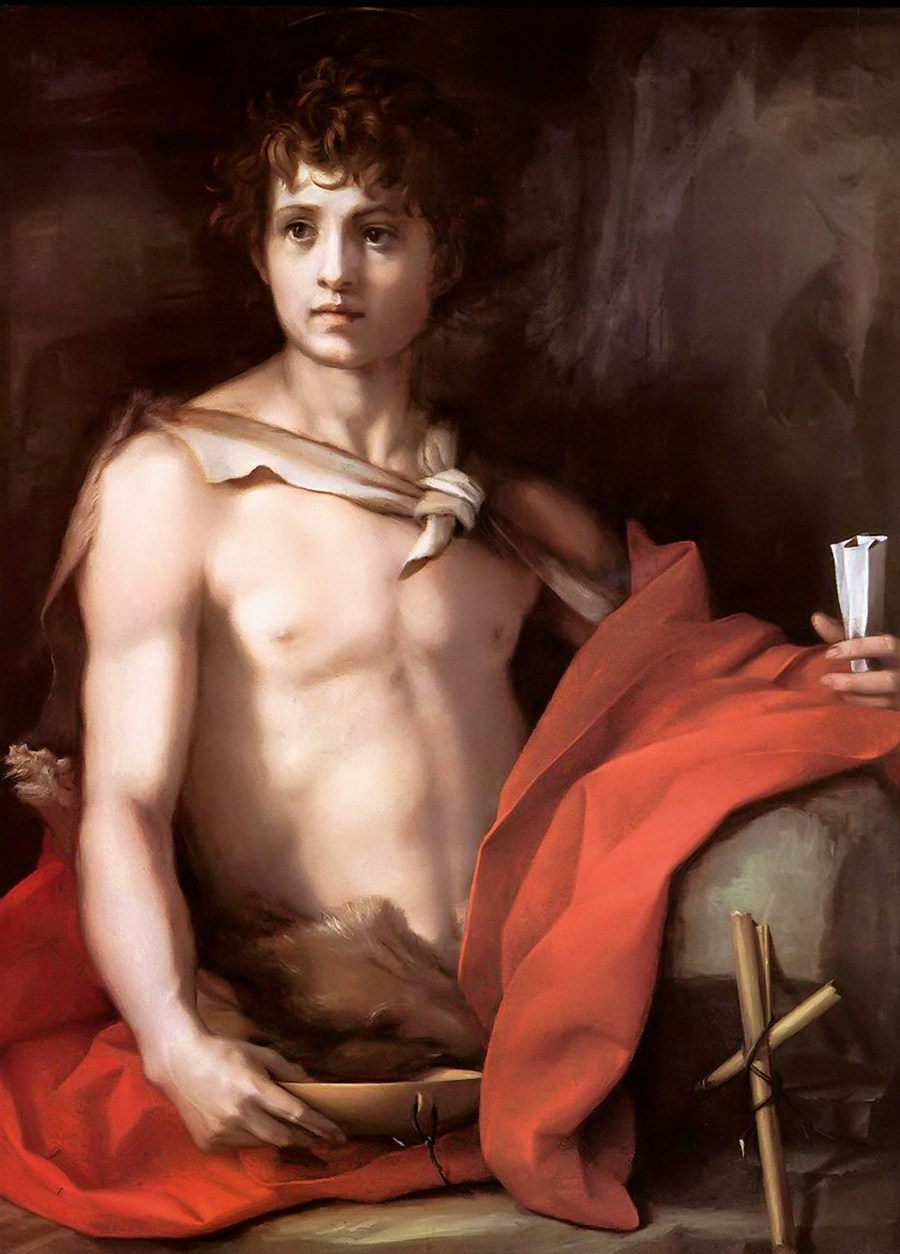
《若翰洗者》，安德烈亚·德尔·萨尔托, 1528

这幅画是卡拉瓦乔在1604年左右（可能是1605年）画的两幅《若翰洗者》之一。收藏在罗马国立古代艺术美术馆（Galleria Nazionale d'Arte Antica）的科西尼宫收藏。卡拉瓦乔描绘这一主题时，对背景和标志的处理，可能借鉴了其先例，安德烈亚·德尔·萨尔托的《若翰洗者》，绘于1528年，现藏于佛罗伦萨的皮蒂宫。

## 瓦莱塔
这一幅《若翰洗者》长期有马耳他私人收藏，难以进行研究。2022年，这幅画由瓦莱塔的MUŻA收藏。

## 慕尼黑，私人收藏
这幅油画绘于1610年，现藏于慕尼黑，由私人收藏。这幅画是画家以若翰洗者为主题的八个版本之一，描绘他少年时代的肖像。

## 罗马，私人收藏
这幅油画绘于17世纪的第一个十年，尺寸为78x122 厘米。